# Медисон (Мисури)
Медисон (енгл. Madison) град је у америчкој савезној држави Мисури.

## Демографија
По попису из 2010. године број становника је 554, што је 32 (-5,5%) становника мање него 2000. године.
| Група             | 2000.       | 2010.       |
| Белци             | 575 (98,1%) | 540 (97,5%) |
| Афроамериканци    | 0 (0,0%)    | 0 (0,0%)    |
| Азијати           | 0 (0,0%)    | 1 (0,2%)    |
| Хиспаноамериканци | 8 (1,4%)    | 9 (1,6%)    |
| Укупно            | 586         | 554         |